# ヘンリー・サマセット (第10代ボーフォート公)
第10代ボーフォート公爵ヘンリー・ヒュー・アーサー・フィッツロイ・サマセット（英: Henry Hugh Arthur FitzRoy Somerset, 10th Duke of Beaufort KG GCVO KStJ PC、1900年4月4日 - 1984年2月5日）は、イギリスの貴族。妻はドイツのヴュルテンベルク王国王族の流れを汲むケンブリッジ侯爵（ジョージ5世王妃メアリーの弟）の娘メアリー。父親は第9代ボーフォート公爵ヘンリー・サマセット。

## 経歴
1900年、第9代ボーフォート公爵の長男として誕生した。次期公位継承者としてウスター侯爵（Marquesses of Worcester）の儀礼称号を称した。
1923年6月に、ケンブリッジ侯爵令嬢メアリーと結婚した。
1924年11月24日、父の死去により、第10代ボーフォート公爵となった。
また、1965年から1970年までブリストル大学の大学総長を務めた。
1984年、邸宅バドミントン・ハウスで死去。妻との間に子女はなく、ボーフォート公爵位は8代公爵の弟の曾孫であるデイヴィッド・サマセットが継承した。また、ボーフォート公が継承していたハーバード男爵とボトトート男爵はヘンリーの死後、保持者不在となった。このうちハーバード男爵は2002年に親戚筋のデヴィッド・セイフライド＝ハーバードが第19代ハーバード男爵として襲爵した。